# 蔡啟塔
蔡啟塔（1958年10月9日—2023年8月24日），花蓮縣政治人物，嘉義縣人，曾任花蓮市市長、花蓮縣議會議員。
兄蔡文景為前花蓮縣議長，大兒子蔡翼鍾為前花蓮市民代表，小兒子蔡翼陽為現任花蓮市民代表。

## 生平
在花蓮市長任內，完成花蓮市區鐵道商圈之規劃、整治明義國小後方的生態溪等建設，另曾因涉及花蓮市多功能運動公園工程貪污弊案，被以貪污罪求刑十八年，但宣判無罪。之後，花蓮市前工務課課長饒瑞逸稱因不滿替蔡啟塔背黑鍋，出面向檢方申請轉汙點證人。
2014年獲得國民黨中央提名，挑戰競選連任的花蓮縣縣長傅崑萁，未當選。2018年當選花蓮縣議員。
2020年因犯貪汙治罪條例第4條第1項之經辦公用工程收取回扣罪，經法院判處有期徒刑15年，並褫奪公權7年確定，依公職人員選舉罷免法第74條第2項規定解職縣議員。其原先便罹患口腔癌，在獄中惡化，後於2023年8月24日逝世。

### 2014年花蓮縣長選舉

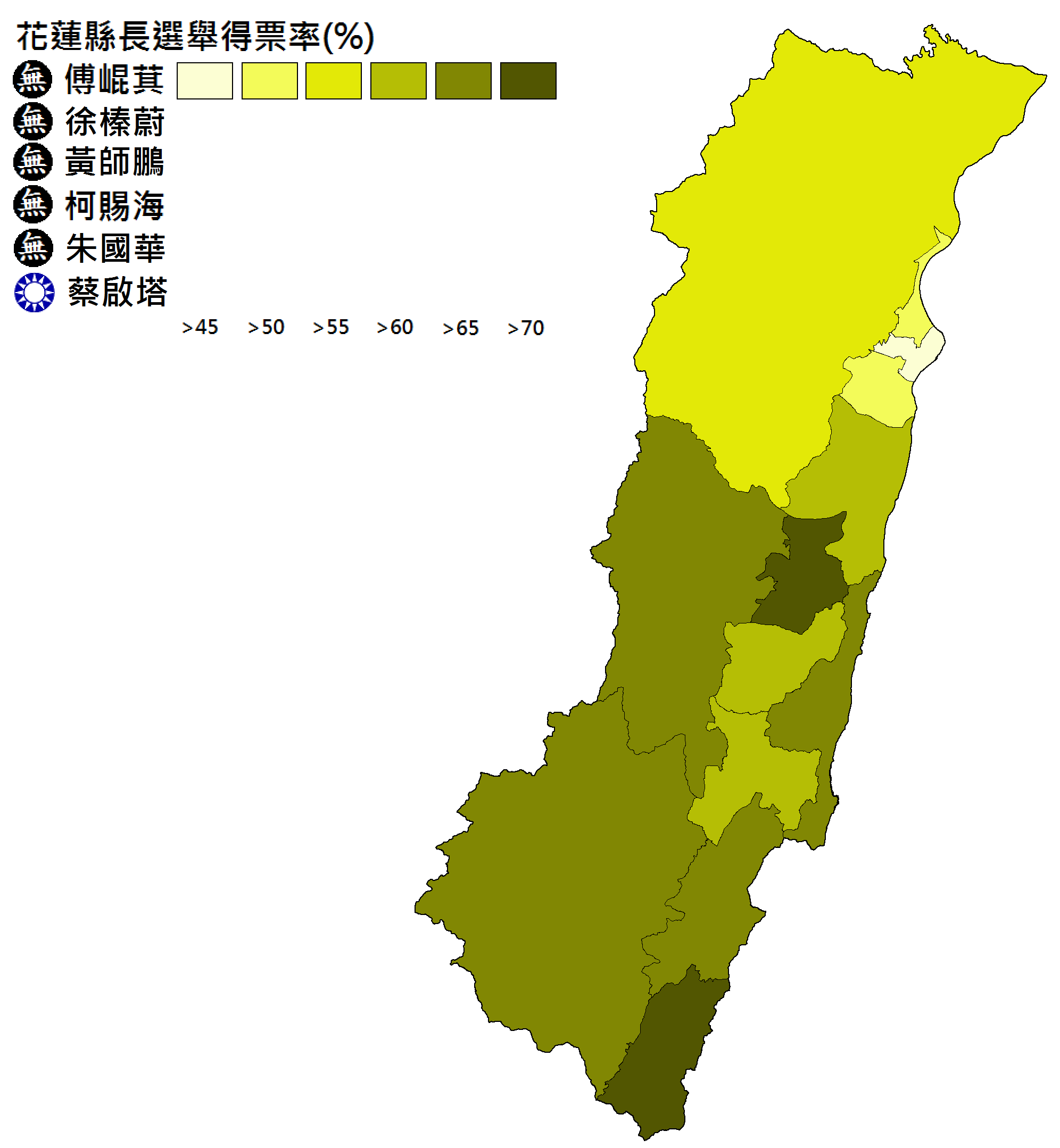
花蓮縣長選舉得票分布。

| 1        | 傅崐萁   | 無黨籍         | 89,048票 | 56.53%                        | 當選                          |
| 2        | 徐榛蔚   | 無黨籍         | 5,436票  | 3.45%                         |                               |
| 3        | 黃師鵬   | 無黨籍         | 2,369票  | 1.50%                         |                               |
| 4        | 柯賜海   | 無黨籍         | 14,954票 | 9.49%                         |                               |
| 5        | 朱國華   | 無黨籍         | 2,218票  | 1.41%                         |                               |
| 6        | 蔡啟塔   | 中國國民黨     | 43,504票 | 27.62%                        |                               |
| 選舉日期 | 選舉日期 | 2014年11月29日 | 選舉人數 | 265,571人                     | 265,571人                     |
| 投票率   | 投票率   | 61.77%         | 投票人數 | 有效：157,529人 無效：6,502人 | 有效：157,529人 無效：6,502人 |